# 사쿠라가와촌 (시가현)
사쿠라가와촌(桜川村)은 시가현 가모군에 있던 촌이다. 현재의 히가시오미시 남서부에 해당한다.

## 역사
- 1889년 4월 1일 - 정촌제 시행에 의해 9개 촌의 구역을 가지고 성립하였다.
- 1955년 4월 1일 - 사쿠라가와촌과 합병해 가모정이 성립하여, 동일 아사히노촌은 폐지되었다.

## 교통

### 철도
- 오미철도
  - 본선

## 참고문헌
- 角川日本地名大辞典 25 滋賀県